# Cristina Boraschi
Cristina Boraschi (Milano, 28 marzo 1955) è una doppiatrice, direttrice del doppiaggio e dialoghista italiana.

## Biografia
Si è laureata all'Università degli Studi di Roma "La Sapienza" in Lettere moderne con una tesi sulla Storia e critica del film con la supervisione di Mario Verdone. Si è quindi formata come cineoperatrice seguendo un corso della regione Lazio, ha frequentato la scuola Fersen e lavorato quale segretaria di edizione al Centro sperimentale di cinematografia.
Per alcuni anni è stata impegnata come assistente al doppiaggio cinematografico e, contemporaneamente, come aiuto regista in teatro con Gigi Proietti, Ennio Coltorti e Piero Maccarinelli.
Ha avuto anche una breve esperienza come attrice interpretando il ruolo di Lorella nel film del 1984 Ladies & Gentlemen di Tonino Pulci.
Dal 1985 si dedica prevalentemente al doppiaggio, prestando la propria voce a diverse attrici quali Julia Roberts (nella maggior parte dei suoi film), Sandra Bullock, Meg Ryan, Gwyneth Paltrow e Geena Davis.

## Doppiaggio

### Cinema
- Julia Roberts in Fiori d'acciaio, Pretty Woman, Linea mortale, Hook - Capitan Uncino, Il rapporto Pelican, Qualcosa di cui... sparlare, Mary Reilly, Michael Collins, Ipotesi di complotto, Il matrimonio del mio migliore amico, The Mexican - Amore senza la sicura, Se scappi, ti sposo, I perfetti innamorati, Nemiche amiche, Erin Brockovich - Forte come la verità, Ocean's Eleven - Fate il vostro gioco, Full Frontal, Confessioni di una mente pericolosa, Closer, Ocean's Twelve, La guerra di Charlie Wilson, Un segreto tra di noi, Appuntamento con l'amore, Mangia prega ama, L'amore all'improvviso - Larry Crowne, Biancaneve, I segreti di Osage County, Wonder, Ben is Back, Ticket to Paradise, Il mondo dietro di te
- Sandra Bullock in Religion, Inc., Un amore tutto suo, The Net - Intrappolata nella rete, Ladri per amore, Il momento di uccidere, Ricominciare a vivere, Gun Shy - Un revolver in analisi, Formula per un delitto, A proposito di Steve
- Julianne Moore in Evolution, Fine di una storia, Boogie Nights - L'altra Hollywood, Surviving Picasso, The Forgotten, Il colore del crimine, Chloe - Tra seduzione e inganno
- Ashley Judd in Il collezionista, Colpevole d'innocenza, Qualcuno come te, High Crimes - Crimini di stato, La tela dell'assassino, Crossing Over, Le regole della truffa, Divergent
- Geena Davis in Spy, Stuart Little - Un topolino in gamba, Stuart Little 2, Scappiamo col malloppo, Eroe per caso, Ragazze vincenti, Blink Twice
- Meg Ryan in Salto nel buio, D.O.A. - Cadavere in arrivo, Insonnia d'amore, C'è posta per te, Avviso di chiamata, Serious Moonlight
- Anne Heche in Il giurato, Donnie Brasco, Sei giorni, sette notti, Il terzo miracolo, John Q, Rampart
- Salma Hayek in Desperado, Facile preda, Mela e Tequila - Una pazza storia d'amore con sorpresa, Wild Wild West, La grande vita
- Sarah Jessica Parker in Impatto imminente, Appuntamento col ponte, Promesse e compromessi, Mi gioco la moglie... a Las Vegas, Pallottole d'amore
- Famke Janssen in Deep Rising - Presenze dal profondo, Io vi troverò, Taken - La vendetta, Taken 3 - L'ora della verità
- Joanne Whalley in The Good Father - Amore e rabbia, Prova schiacciante, Alla ricerca dello stregone, L'uomo che sapeva troppo poco
- Ally Walker in I nuovi eroi (entrambi i doppiaggi), Happy, Texas, Quando il ramo si spezza
- Isabelle Adjani in Bon Voyage, Il mondo è tuo, Le ladre
- Jeanne Tripplehorn in Il socio, Waterworld, Cose molto cattive
- Irène Jacob in La doppia vita di Veronica, Tre colori - Film rosso, U.S. Marshals - Caccia senza tregua
- Helena Bonham Carter in Lady Jane (ridoppiaggio), Frankenstein di Mary Shelley
- Rebecca Gayheart in Urban Legend, Urban Legend - Final Cut
- Lisa Pescia in Passione fatale, Passione fatale 2
- Kelly Preston in Jerry Maguire, Gioco d'amore
- Illeana Douglas in Cape Fear - Il promontorio della paura, Romantici equivoci
- Nancy Travis in Mia moglie è una pazza assassina?, Caro zio Joe
- Ming-Na Wen in Street Fighter - Sfida finale, Complice la notte
- Gwyneth Paltrow in Seven, Emma
- Kyra Sedgwick in Nato il quattro luglio, Se mi amate...
- Gillian Ferrabee in Secret Window
- Natasha Henstridge in FBI: Protezione testimoni
- Lisa Summerour in Philadelphia
- Jennifer Jason Leigh in Fuoco assassino
- Elizabeth Perkins in Avalon
- Olivia Williams in Rushmore
- Melissa McCarthy in Questi sono i 40
- Carol Alt in Private Parts
- Valeria Golino in Amnesia investigativa (ridoppiaggio)
- Nicole Kidman in Billy Bathgate - A scuola di gangster
- Michelle Pfeiffer in Sweet Liberty - La dolce indipendenza
- Pamela Anderson in Barb Wire
- Janeane Garofalo in Giovani, carini e disoccupati
- Amanda Plummer ne La leggenda del re pescatore
- Jennifer Esposito ne Il maestro cambiafaccia
- Chiara Mastroianni ne L'hotel degli amori smarriti
- Haviland Morris in Mamma, ho preso il morbillo
- Mira Sorvino in Quiz Show
- Catherine McCormack in Spy Game
- Lara Flynn Boyle in Amici per gioco, amici per sesso
- Emmanuelle Béart in Mission: Impossible
- Anne Parillaud in La maschera di ferro
- Annabeth Gish in Mai dire sempre
- Martha Plimpton in Lettere d'amore
- Naomie Harris in La notte non aspetta
- Rachel Singer in Il miglio verde
- Elina Löwensohn in Schindler's List - La lista di Schindler
- Maria Bello in The Company Men
- Anna Levine in Cercasi Susan disperatamente
- Deborah Kara Unger in A Dark Truth - Un'oscura verità
- Ariadna Gil in La vita è facile ad occhi chiusi
- Cristina Marsillach in Opera
- Isabelle Renauld in Tutti i nostri desideri
- Catherine Keener in Out of Sight
- Rebecca Miller in A proposito di Henry
- Whitney Houston in Guardia del corpo
- Samantha Mathis in Super Mario Bros.
- Mary McDonnell in Balla coi lupi
- Roberta Olivieri in La ragazza del metrò
- Cynthia Nixon in Innamorarsi a Manhattan
- Serena Harragin in Chi ha paura delle streghe?
- Niecy Nash in Beauty
- Carol Kane in Ishtar
- Sheila Sealy-Smith in Quanto è difficile essere teenager!
- Rebecca Cross in Lo scapolo d'oro
- Juliet Cowan in Back to Black
- Andie MacDowell in Ops! È già Natale

### Televisione
- Julia Roberts in Law & Order - I due volti della giustizia, Homecoming, Gaslit
- Mayra Alejandra in Leonela, Marta, Cuori nella tempesta
- Brooke Shields in Fiori e Delitti - Crisantemi preziosi, Fiori e Delitti - Le rose nere, Fiori e Delitti - Un matrimonio a caro prezzo
- Sarah Paulson in American Horror Story, American Crime Story
- Jennifer Beals in The L Word, The L Word: Generation Q
- Calista Flockhart in Ally McBeal, Brothers & Sisters - Segreti di famiglia
- Helen Hunt, Julia Roberts e Jill Connick in Friends
- Patricia McPherson e Rebecca Holden in Supercar
- Sarah Jessica Parker in E giustizia per tutti
- Molly Price in Squadra emergenza
- Sofia Milos in The Border
- Maria Doyle Kennedy in Orphan Black
- Carol Alt in Il grande fuoco
- Catherine O'Hara in Una serie di sfortunati eventi
- Paige Turco in American Gothic
- Melinda Clarke in CSI - Scena del crimine
- Marion Bailey in Tutta la luce che non vediamo
- Nancy Morgan in Lucky Luke
- Viviana Sáez in Perla nera
- Bruna Lombardi in Vite rubate
- Lourdes Valera in Topazio
- Anja Kling in Una famiglia
- Rebecca Gayheart in Dead Like Me
- Susan Duerden in Lost
- Linda Kash in Miracolo a tutto campo
- Florence Guérin in Scuola di ladri - Parte seconda
- Nancy Travis in Quell'uragano di figlia

### Film d'animazione
- Crystal in Scooby-Doo e gli invasori alieni
- Nina Williams in Tekken - The Animation
- La Formica Regina in Ant Bully - Una vita da formica
- Eve in Alpha and Omega
- Maria la puzzola in Boog & Elliot 4 - Il mistero della foresta
- Sarah Bernhardt in Dililì a Parigi
- Giudice Donna in Mary e lo spirito di mezzanotte

### Serie animate
- Jessica e Sophie Gerald in Georgie
- Pam in Prosciutto e uova verdi
- Lady Gandal in Goldrake U

### Videogiochi
- Lady Gandal in UFO Robot Goldrake: Il banchetto dei lupi[1]

### Spot
- Voce principale in Non chiudere gli occhi. La sicurezza stradale riguarda anche te di Autostrade per l'Italia (2023).[2]